# Nick Dumont
Nick Dumont, profissionalmente conhecido como Emma Dumont (Seattle, 15 de novembro de 1994), é um intérprete de origem norte-americana, popular por interpretar Lorna Dane/Polaris na série de televisão The Gifted.

## Biografia e carreira
Emma Dumont nasceu em 15 de novembro de 1994 em Seattle, Washington.
O primeiro papel de cinema de Dumont foi em True Adolescents em 2007, aos 12 anos ao lado de Melissa Leo e Mark Duplass. Mais tarde apareceu no filme Dear Lemon Lima em 2008. Ambos os filmes foram filmados na cidade natal de Dumont, em Seattle.
Em janeiro de 2010, Dumont venceu o concurso de pesquisa da V, aparecendo na edição de março de 2010 e recebendo um contrato com a Ford Models.
Em 2011, foi escalado para um papel principal no vencedor do Oscar Stephen Gaghan, piloto da NBC Metro, ao lado de Noah Emmerich e Jimmy Smits. Em outubro do mesmo ano, foi escalado para a série original da ABC Family, Bunheads, estrelando por Sutton Foster e Kelly Bishop.
Ao longo de 2012 e início de 2013, interpretou Melanie Segal, que frequenta a academia de dança da sogra do líder na série. Também em 2012, apareceu no filme independente Nobody Walks ao lado de Dylan McDermott, John Krasinski, Jane Levy, Olivia Thirlby e Rosemarie DeWitt.
Ainda em 2012, mudou para a FIRST Robotics Competition e tornou-se capitão de equipe, motorista e engenheiro mecânico de uma equipe da First Robotics Competition baseada em Bunheads em 2013. No outono de 2013, Dumont tornou-se um mentor da equipe do FRC.
Em 2014 Dumont filmou dois pilotos de televisão para a NBC: Aquarius, que durou duas temporadas e Salvation, estrelado por Ashley Judd.
Em março de 2017, ele foi escalado para o piloto da Fox para uma série televisiva de X-Men,  The Gifted, e estreou no mesmo ano, em outubro.

## Vida pessoal
Dumont nasceu em Seattle, Washington. Ele frequentou a Washington Washington Middle School e depois Garfield High School antes homeschooling, a fim de prosseguir a modelagem e atuação. Ele também participou Orange County High School of the Arts na música e teatro Conservatório de Santa Ana, Califórnia.
Em 2024, Dumont revelou ser uma pessoa não binária transmasculina e novo nome, Nick. Seus pronomes são they/them.

## Filmografia

### Cinema
| Ano  | Título           | Papel            | Notas                          |
| ---- | ---------------- | ---------------- | ------------------------------ |
| 2009 | True Adolescents | Cara             |                                |
| 2008 | Dear Lemon Lima  | Kellie           |                                |
| 2011 | Metro            | Jennifer Mullins | Filme de televisão não vendido |
| 2012 | Nobody Walks     | Yma              |                                |
| 2014 | Thinspiration    | Kayden           |                                |
| 2014 | Salvation        | Natalie Thompson | Filme de televisão             |
| 2014 | Inherent Vice    | Zinnia           |                                |
| 2017 | The Body Tree    | Sandra           |                                |
| 2018 | What Lies Ahead  | Jessica          | Filme; pós-produção            |
| 2021 | Wrong turn       | Milla D' Angelo  | Filme; pós- produção           |

### Televisão
| Ano       | Título              | Papel                | Notas                         |
| --------- | ------------------- | -------------------- | ----------------------------- |
| 2012-2013 | Bunheads            | Melanie Segal (Mel)  | Papel principal               |
| 2014      | Mind Games          | Sofie                | Episódio: "Pet Rock"          |
| 2015-2016 | Aquarius            | Emma Karn            | Papel principal               |
| 2016      | The Fosters         | Sasha                | Episódio: "Girl Code"         |
| 2017      | T@gged              | Zoe Desaul           | Papel recorrente              |
| 2017      | The Magicians       | The White Lady       | Episódio: "The Flying Forest" |
| 2017      | Pretty Little Liars | Katherine Daly       | Episódio: "Playtime"          |
| 2017-2019 | The Gifted          | Lorna Dane / Polaris | Papel principal               |